# The Out-Laws
The Out-Laws ist ein US-amerikanischer Spielfilm aus dem Jahr 2023 von Regisseur Tyler Spindel mit Adam DeVine, Pierce Brosnan, Ellen Barkin und Nina Dobrev. Das Drehbuch schrieben Evan Turner und Ben Zazove. Die Actionkomödie wurde am 7. Juli 2023 auf Netflix veröffentlicht.

## Handlung
Der junge Owen T. Browning ist Filialleiter einer Bank. Er ist mit seiner großen Liebe Parker McDermott verlobt, und die beiden möchten bald heiraten. Owen steht kurz davor, endlich deren Eltern Billy und Lilly kennen zu lernen und arrangiert ein gemeinsames Treffen mit seinen eigenen Eltern Margie und Neil. Nachdem Owens Schwiegereltern in spe in der Stadt eingetroffen sind, wird seine Bankfiliale während seiner Arbeitszeit von den Ghost Bandits überfallen. Owen vermutet, dass es sich bei den Tätern um Billy und Lilly handelt. Unter anderem kannten diese den Code zum Tresor, von dem Owen glaubt, diesen betrunken verraten zu haben.
Die Kriminelle Rehan, die sich von den Ghost Bandits betrogen fühlt, rächt sich an diesen, indem sie deren Tochter Parker entführt und fünf Millionen Dollar Lösegeld fordert. Um seine Verlobte zu retten, muss sich Owen mit Billy und Lilly verbünden, um eine weitere Bank für das geforderte Lösegeld auszurauben.
Während beim Überfall der Victory Union Bank fast das gesamte erbeutete Geld verloren geht, gelingt es Owen, sich in den Safe der von Phoebe King geführten Atlas Reserve einzuschließen und mit den fünf Millionen über einen Notausgang zu entkommen. In einer leeren Halle soll es schließlich zur Lösegeldübergabe kommen, dabei löst sich ein Schuss aus Owens Waffe, Rehan wird getötet. Parker kommt unverletzt frei, und Owen kann das Lösegeld unbemerkt in die Bank zurückbringen. Die beiden heiraten, und Billy und Lilly werden vom FBI-Agenten Oldham verhaftet, der etliche Jahre seines Berufslebens damit verbracht hatte, den Ghost Bandits auf die Spur zu kommen.

## Synchronisation
Die deutsche Synchronisation übernahm die Interopa Film. Das Dialogbuch schrieb Nico Sablik, der auch Dialogregie führte.
| Rolle                      | Darsteller         | Synchronsprecher    |
| -------------------------- | ------------------ | ------------------- |
| Owen Browning              | Adam DeVine        | Leonhard Mahlich    |
| Billy McDermott            | Pierce Brosnan     | Frank Glaubrecht    |
| Lilly McDermott            | Ellen Barkin       | Petra Barthel       |
| Neil Browning              | Richard Kind       | Michael Pan         |
| Margie Browning            | Julie Hagerty      | Marina Krogull      |
| Parker McDermott           | Nina Dobrev        | Lara Trautmann      |
| Agent Oldham               | Michael Rooker     | Joachim Tennstedt   |
| Cousin RJ                  | Blake Anderson     | Patrick Roche       |
| Gary                       | Dan Jablons        | Rainer Fritzsche    |
| Gracie                     | Sunny Sandler      | Virginia Leithäuser |
| Kay                        | Jackie Sandler     | Isabelle Schmidt    |
| Marisol                    | Laci Mosley        | Julia Kaufmann      |
| Phoebe King                | Lauren Lapkus      | Josephine Schmidt   |
| Postbote Danny             | Montrel Miller     | Nico Sablik         |
| Rehan Zakaryan             | Poorna Jagannathan | Natascha Geisler    |
| Rehan Zakaryans Handlanger | Derek Russo        | –                   |
| Tyree                      | Lil Rel Howery     | Tim Sander          |
| Vince Millen               | Dean Winters       | –                   |

## Produktion und Hintergrund
Der Film wurde von der Happy Madison Productions von Adam Sandler, Allen Covert und Adam DeVine produziert. Die Dreharbeiten fanden von Oktober bis Dezember 2021 in Atlanta im US-Bundesstaat Georgia statt.
Die Kamera führte Michael Bonvillain, die Musik schrieb Rupert Gregson-Williams und die Montage verantworteten Ian Kezsbom und Phillip Kimsey. Das Set-Design gestaltete Jon Billington und das Kostümdesign Jordanna Fineberg.

## Rezeption

### Kritiken
Gregor-José Moser meinte auf prisma.de, dass der Trailer vor allem für Comedy-Fans gute Unterhaltung verspreche. Allein die Grundidee der Actionkomödie biete genug Witz für einen gelungenen Filmabend. Wem Komödien mit dem Produzenten dieses Filmes Adam Sandler bisher gefallen haben, der könnte auch mit diesem Film viel Spaß haben.
Oliver Armknecht bewertete den Film auf film-rezensionen.de mit vier von zehn Punkten. Der Film habe eigentlich ein nettes Grundszenario, jedoch keine Idee, was damit anzufangen sei. Stattdessen gebe es anderthalb Stunden überwiegend Overacting.
Dani Maurer vergab auf outnow.ch zwei von sechs Sternen und bezeichnete die Produktion als „eine dieser Standardkomödien, die niemanden gross interessieren und die auch keinen Staub aufwirbeln“.
Maike Karr meinte auf film.at, dass das Witzigste an dem Film der Titel sei und vergab 2 von 5 Sternen. Weder das Drehbuch noch die Inszenierung überzeuge mit Originalität oder Kreativität. Die Action-Comedy liefere eine platte Story mit noch viel platterem Humor und versuche auf verzweifelte Art und Weise, lustig zu sein.
Die österreichische Programmzeitschrift TV-Media befand, dass die Grundidee eigentlich recht vielversprechend klinge, die Komödie aber auf frühpubertäre Gags aus der untersten Schublade setze. Was man Netflix allerdings zugutehalten könne, sei die Tatsache, dass für die grundsätzliche Umsetzung und das Casting der Darsteller keine Kosten und Mühen gescheut wurden.
Ursula Schmied urteilte in der Zeitschrift Glamour, dass die Produktion nicht zu den Netflix-Produktionen zähle, über die alle reden und die man gesehen haben muss.

### Abrufe
In den globalen Netflix-Film-Top-Ten belegte der Film in der Woche vom 3. Juli bis 9. Juli 2023 den ersten Platz. Neben Deutschland schaffte es der Film in 47 weiteren Ländern unter die Top-10.
Im zweiten Halbjahr 2023 verzeichnete der Film auf Netflix 83,8 Millionen Abrufe und lag damit auf Platz fünf der Filme mit den meisten Views.